# Saut en longueur féminin aux championnats du monde d'athlétisme 2015
Navigation
Moscou 2013 Londres 2017
L'épreuve du saut en longueur féminin des championnats du monde de 2015 s'est déroulée les 27 et 28 août 2015 dans le Stade national, le stade olympique de Pékin, en Chine. Elle est remportée par l'Américaine Tianna Bartoletta qui obtient son deuxième titre après 2005.

## Médaillés
| Or                | Argent        | Bronze         |
| Tianna Bartoletta | Shara Proctor | Ivana Španović |

## Résultats

### Finale
| Rang               | Athlète                     | Pays        | Essais | Essais | Essais | Essais | Essais | Essais | Marque | Notes  |
| Rang               | Athlète                     | Pays        | 1      | 2      | 3      | 4      | 5      | 6      | Marque | Notes  |
| ------------------ | --------------------------- | ----------- | ------ | ------ | ------ | ------ | ------ | ------ | ------ | ------ |
| Médaille d'or      | Tianna Bartoletta           | États-Unis  | X      | 6,95 m | 6,87 m | 6,62 m | 6,94 m | 7,14 m | 7,14 m | WL, PB |
| Médaille d'argent  | Shara Proctor               | Royaume-Uni | X      | 6,87 m | 7,07 m | 7,01 m | X      | X      | 7,07 m | NR     |
| Médaille de bronze | Ivana Španović              | Serbie      | 7,01 m | X      | X      | 6,86 m | 6,98 m | 7,01 m | 7,01 m | NR     |
| 4                  | Christabel Nettey           | Canada      | 6,95 m | 6,85 m | X      | 6,69 m | 6,84 m | X      | 6,95 m |        |
| 5                  | Lorraine Ugen               | Royaume-Uni | X      | 6,85 m | 6,73 m | X      | X      | X      | 6,85 m |        |
| 6                  | Malaika Mihambo             | Allemagne   | X      | 6,79 m | X      | X      | 6,60 m | -      | 6,79 m |        |
| 7                  | Khaddi Sagnia               | Suède       | X      | 6,67 m | 6,56 m | 6,40 m | 6,78 m | 5,05 m | 6,78 m | PB     |
| 8                  | Janay DeLoach Soukup        | États-Unis  | 6,67 m | X      | 6,64 m | 6,53 m | X      | X      | 6,67 m |        |
| 9                  | Nastassia Mironchyk-Ivanova | Biélorussie | 6,66 m | X      | 6,53 m |        |        |        | 6,66 m |        |
| 10                 | Darya Klishina              | Russie      | 6,60 m | 6,65 m | 6,50 m |        |        |        | 6,65 m |        |
| 11                 | Katarina Johnson-Thompson   | Royaume-Uni | 6,63 m | X      | 6,63 m |        |        |        | 6,63 m |        |
| 12                 | Erica Jarder                | Suède       | X      | X      | 6,48 m |        |        |        | 6,48 m |        |

### Qualification
Qualification : 6,75 m (Q) ou les 12 meilleurs sauts (q) se qualifient pour la finale.
| Rang | Groupe | Nom                         | Nationalité               | Essai 1 | Essai 2 | Essai 3 | Marque | Notes |
| ---- | ------ | --------------------------- | ------------------------- | ------- | ------- | ------- | ------ | ----- |
| 1    | A      | Ivana Španović              | Serbie                    | 6,91 m  |         |         | 6,91 m | Q, NR |
| 2    | B      | Lorraine Ugen               | Royaume-Uni               | 6,29 m  | 6,61 m  | 6,87 m  | 6,87 m | Q     |
| 3    | B      | Malaika Mihambo             | Allemagne                 | 6,84 m  |         |         | 6,84 m | Q, SB |
| 4    | B      | Christabel Nettey           | Canada                    | 6,68 m  | 6,52 m  | 6,79 m  | 6,79 m | Q     |
| 5    | A      | Katarina Johnson-Thompson   | Royaume-Uni               | 6,54 m  | 6,79 m  |         | 6,79 m | Q     |
| 6    | B      | Nastassia Mironchyk-Ivanova | Biélorussie               | 6,71 m  | 6,76 m  |         | 6,76 m | Q     |
| 7    | A      | Tianna Bartoletta           | États-Unis                | 6,71 m  | 6,66 m  | 6,71 m  | 6,71 m | q     |
| 8    | B      | Khaddi Sagnia               | Suède                     | 6,53 m  | 6,54 m  | 6,71 m  | 6,71 m | q     |
| 9    | A      | Darya Klishina              | Russie                    | 6,71 m  | x       | x       | 6,71 m | q     |
| 10   | A      | Erica Jarder                | Suède                     | 6,70 m  | x       | 6,53 m  | 6,70 m | q, SB |
| 11   | B      | Shara Proctor               | Royaume-Uni               | 6,67 m  | 6,68 m  | 6,57 m  | 6,67 m | q     |
| 12   | B      | Janay DeLoach Soukup        | États-Unis                | 6,27 m  | 6,65 m  | 6,68 m  | 6,68 m | q     |
| 13   | A      | Volha Sudarava              | Biélorussie               | x       | 6,65 m  | 6,48 m  | 6,65 m |       |
| 14   | A      | Brooke Stratton             | Australie                 | 6,57 m  | 6,55 m  | 6,64 m  | 6,64 m |       |
| 15   | B      | Alina Rotaru                | Roumanie                  | 6,45 m  | 6,58 m  | 6,43 m  | 6,58 m |       |
| 16   | B      | Yuliya Pidluzhnaya          | Russie                    | 6,51 m  | x       | 6,57 m  | 6,57 m |       |
| 17   | A      | Jana Velďáková              | Slovaquie                 | 6,40 m  | x       | 6,56 m  | 6,56 m |       |
| 18   | A      | Krystyna Hryshutyna         | Ukraine                   | 6,53 m  | 6,28 m  | x       | 6,53 m |       |
| 19   | A      | Jasmine Todd                | États-Unis                | x       | 6,26 m  | 6,52 m  | 6,52 m |       |
| 20   | A      | Aiga Grabuste               | Lettonie                  | x       | 6,48 m  | x       | 6,48 m |       |
| 21   | B      | Chantel Malone              | Îles Vierges britanniques | 6,22 m  | 6,46 m  | 6,10 m  | 6,46 m |       |
| 22   | B      | Lena Malkus                 | Allemagne                 | x       | 6,46 m  | 3,99 m  | 6,46 m |       |
| 23   | A      | Yelena Sokolova             | Russie                    | 6,31 m  | x       | 6,44 m  | 6,44 m |       |
| 24   | B      | Brittney Reese              | États-Unis                | 6,39 m  | 6,23 m  | 6,17 m  | 6,39 m |       |
| 25   | B      | Bianca Stuart               | Bahamas                   | 6,34 m  | 6,31 m  | x       | 6,34 m |       |
| 26   | B      | Keila Costa                 | Brésil                    | 6,32 m  | x       | x       | 6,32 m |       |
| 27   | A      | Sosthene Moguenara          | Allemagne                 | x       | x       | 6,23 m  | 6,23 m |       |
| 28   | B      | Tânia da Silva              | Brésil                    | 6,16 m  | 6,18 m  | 6,08 m  | 6,18 m |       |
| 29   | A      | Paola Mautino               | Pérou                     | 6,15 m  | 6,03 m  | 5,80 m  | 6,15 m |       |
| 30   | B      | Lu Minjia                   | Chine                     | 6,01 m  | x       | 6,01 m  | 6,01 m |       |
| 31   | B      | Claudia Guri Moreno         | Andorre                   | 5,46 m  | 5,59 m  | 5,33 m  | 5,59 m |       |
|      | A      | Eliane Martins              | Brésil                    | x       | x       | x       | NM     |       |
|      | A      | Florentina Marincu          | Roumanie                  | x       | x       | x       | NM     |       |
|      | A      | María del Mar Jover         | Espagne                   | x       | x       | x       | NM     |       |

## Légende
Records et Performances
- AR : Record continental (area record)
- CR : Record des championnats (championship record)
- MR : Record du meeting (meet record)
- NR : Record national (national record)
- OR : Record olympique (olympic record)
- PR : Record paralympique (paralympic record)
- PB : Record personnel (personal best)
- SB : Meilleure performance personnelle de la saison (season's best)
- WL : Meilleure performance mondiale de l'année (world leader)
- WJR : Record du monde junior (world junior record)
- WR : Record du monde (world record)

Circonstances et Conditions
- DNF : N'a pas terminé (did not finish)
- DNS : N'a pas pris le départ (did not start)
- DQ : Disqualification (disqualification)
- NM : Aucun essai valable enregistré (No Mark)
- Q : Qualifié « directement » au prochain tour (ou à la prochaine compétition), lors d'une compétition majeure, grâce au classement ou à la réalisation des minima (automatic qualifier)
- q : Qualifié au prochain tour (ou à la prochaine compétition), lors d'une compétition majeure, grâce au repêchage ou à la réalisation de l'une des meilleures performances parmi celles des « non qualifiés directement » (grâce au meilleur temps ou à la meilleure distance par exemple) (secondary qualifier)